# William E. Stanley
William Eugene Stanley, född 28 december 1844 i Knox County, Ohio, död 13 oktober 1910 i Wichita, Kansas, var en amerikansk republikansk politiker. Han var Kansas guvernör 1899–1903.
Stanley studerade juridik och inledde 1868 sin karriär som advokat i Kansas. I Kansas representanthus satt han 1881–1883.
Stanley efterträdde 1899 John W. Leedy som Kansas guvernör och efterträddes 1903 av Willis J. Bailey.
Stanley avled 1910 och gravsattes på Highland Cemetery i Wichita.